# قراول خانة (تكاب)
قراول‌ خانة هي قرية في مقاطعة تكاب، إيران. يقدر عدد سكانها بـ 112 نسمة بحسب إحصاء 2016.